# Pseudagrion ustum
Pseudagrion ustum là một loài chuồn chuồn kim trong họ Coenagrionidae.
Pseudagrion ustum được Selys miêu tả khoa học năm 1876.